# Nigramma bryophilina
Nigramma bryophilina là một loài bướm đêm trong họ Noctuidae.